# Achaearanea disparata
Achaearanea disparata är en spindelart som beskrevs av Denis 1965. Achaearanea disparata ingår i släktet Achaearanea och familjen klotspindlar. Inga underarter finns listade i Catalogue of Life.